# Vīraghattam
Vīraghattam är en ort i Indien.   Den ligger i distriktet Srīkākulam och delstaten Andhra Pradesh, i den sydöstra delen av landet, 1 300 km sydost om huvudstaden New Delhi. Vīraghattam ligger 77 meter över havet och antalet invånare är 14 315.
Terrängen runt Vīraghattam är platt åt sydväst, men åt nordost är den kuperad. Runt Vīraghattam är det tätbefolkat, med 591 invånare per kvadratkilometer. Närmaste större samhälle är Pālkonda, 17,9 km sydost om Vīraghattam. Trakten runt Vīraghattam består till största delen av jordbruksmark.